# Chino (Nagano)
Chino (茅野市, Chino-shi?) è una città giapponese della prefettura di Nagano.